# シュシュポッポ列車
シュシュポッポ列車 (puffer train) は、ライフゲームに出てくる繁殖型のパターンの1つ。移動するときに煙のように物体を残して自分自身は進んでいく。複数形では単にpuffersとも言う。
狭義では、最初に見つけられた、Bヘプトミノを軽量級宇宙船で護衛する形の機関車 (engine) によるパターン（後述）のことを指す。広義には、ライフゲームおよびセル・オートマトンにおいて一般に、物体を残しながら動くパターンをこう呼ぶ。
コンウェイが、際限なく成長するパターンが存在するならこのようなものであろう、とした3タイプのうちの1つで、もう1つはグライダー銃であり、最後の1つはその両方である「グライダーを打ち出すシュシュポッポ列車」ないしは「移動する銃」のようなものである。
日本語では、「汽車ポッポ」と呼ぶ場合もある。

## Bヘプトミノによる機関車
この22ピクセルはどんどん煙を吐き出しその煙の部分は最初に出された部分を除き、1000単位時間ほど成長をする。しかし、最初に吐き出した部分はほかの部分とは違った変化をし、長い時間安定化せず、5533単位時間後にやっと安定化する。
この機関車に1台軽量級宇宙船を加えると尾スパークによって煙を消すことができ、そのパターンはエコロジスト (ecologist) と呼ばれる。また、もう1台軽量級宇宙船を加えると20単位時間ごとにグライダーを平行に打ち出すパターンになり、このパターンは宇宙の熊手 (space rake) と呼ばれる。
このパターンのような、宇宙船で護衛する方法のものは、移動の速さが光速の1/2である。

## Tテトロミノによる機関車
2隻の宇宙船の後ろにTテトロミノから1世代成長した形を付けた、この機関車は飛行機械 (flying machine) またはschick engineと呼ばれるものである。そのままでは、後ろに煙を若干出すものの、煙はすぐに消えてしまう。これに宇宙船を後続させ干渉させると、安定した物体を残す（または不安定な長く続く煙を残す）シュシュポッポ列車になる。色々なバリエーションがあるが、一例として横長に配置した蜂の巣を6セル毎に残すパターンを以下に示す。
タイミングと間隔により、重量級宇宙船2隻を付随させ、グライダー、ブロック、ヒキガエル2個、を生成できる。（詳細はを参照。その他にもいろいろ作れる。）

## その他の機関車
次のパターンは安定するとブロックを吐き出しながら進んでいくスイッチ機関車（block-laying switch engine）になる。前の節までのパターンは縦か横に動くが、これは斜め45度方向に動く。生存セル数最小の、繁殖型に成長するパターンでもある。

## 注
1. ↑  中公新書『数理パズル』 p. 112, 113
2. ↑  http://conwaylife.com/wiki/Schick_engine
3. ↑  『ライフゲイムの宇宙』p. 116
4. ↑  http://www.pentadecathlon.com/objects/class4/typeB/TTetromino/TTetromino.php
5. ↑  http://metanest.jp/lifegame/schickenginepuffers/schickenginepuffers.html